# Plymouth, Quận Sheboygan, Wisconsin
Plymouth là một thị trấn thuộc quận Sheboygan, tiểu bang Wisconsin, Hoa Kỳ. Năm 2010, dân số của thị trấn này là 3.144 người.